# Anna Bogdanova
Anna Bogdanova (ryska: Анна Андреевна Богданова), född den 21 oktober 1984 i Sankt Petersburg, är en rysk friidrottare som tävlar i mångkamp.
Bogdanova deltog vid inomhus-EM 2007 där hon slutade på 13:e plats i femkamp. Samma år deltog hon vid VM i Osaka där hon placerade sig tia i sjukamp.
Under 2008 blev hon bronsmedaljör i femkamp vid inomhus-VM i Valencia. Hon deltog även utomhus vid Olympiska sommarspelen 2008 i Peking där hon blev sexa. Vid EM inomhus 2009 vann Bogdanova guld med en serie på 4 761 poäng.

## Personliga rekord
- Femkamp - 4 784 poäng
- Sjukamp - 6 465 poäng